# William Alexander Smith
William Alexander Smith (n. 19 iulie 1904, Johannesburg, Africa de Sud – d. 20 decembrie 1955, Johannesburg, Africa de Sud) a fost un boxer ce a reprezentat Africa de Sud, medaliat olimpic. A participat la o ediție a Jocurilor Olimpice (1924) în care a câștigat o medalie de aur.

## Participări
Lista de mai jos prezintă principalele competiții la care a participat William Alexander Smith de-a lungul carierei.
- boxing at the 1924 Summer Olympics – bantamweight[*]